# Tornbjerg Sogn
Tornbjerg Sogn er et sogn i Hjallese Provsti (Fyens Stift).
Tornbjerg Sogn blev udskilt af Fraugde Sogn 1. januar 1992. Tornbjerg Kirke blev indviet i 1994.
I sognet findes følgende autoriserede stednavne:
- Hollufgård (ejerlav, landbrugsejendom)
- Landkildegård (ejerlav, landbrugsejendom)
- Neder Holluf (bebyggelse, ejerlav)
- Tornbjerg (bebyggelse, ejerlav)